# Conjunto absolutamente convexo
En matemáticas, un subconjunto C de un espacio vectorial real o complejo se dice que es absolutamente convexo o en forma de disco si es convexo y equilibrado (algunos utilizan el término circular en lugar de equilibrado), en cuyo caso se llama disco.
La envoltura de disco o enovoltura absolutamente convexa de un conjunto es la intersección de todos los discos que contienen ese conjunto.

## Definición

El área en gris claro es la envoltura absolutamente convexa de la cruz en gris oscuro.

Un subconjunto {\displaystyle S} de un espacio vectorial (real o complejo) {\displaystyle X} se denomina disco y se dice que es absolutamente convexo y equilibrado si se cumple alguna de las siguientes condiciones equivalentes:
1. {\displaystyle S} es convexo y equilibrado.
2. para cualesquiera escalares {\displaystyle a} y {\displaystyle b,} si {\displaystyle |a|+|b|\leq 1} entonces {\displaystyle aS+bS\subseteq S.}
3. para todos los escalares {\displaystyle a,b,} y {\displaystyle c,} si {\displaystyle |a|+|b|\leq |c|,} entonces {\displaystyle aS+bS\subseteq cS.}
4. para cualquier escalar {\displaystyle a_{1},\ldots ,a_{n}} si {\displaystyle \sum _{i=1}^{n}\left|a_{i}\right|\leq 1} entonces {\displaystyle a_{1}S+\cdots +a_{n}S\subseteq S.}
5. para cualquier escalar {\displaystyle c,a_{1},\ldots ,a_{n}} si {\displaystyle \sum _{i=1}^{n}\left|a_{i}\right|\leq |c|} entonces {\displaystyle a_{1}S+\cdots +a_{n}S\subseteq cS.}

El menor subconjunto convexo (resp. equilibrado) de {\displaystyle X} que contiene a un conjunto se denomina envoltura convexa de dicho conjunto y se denota por {\displaystyle \operatorname {co} S} (resp. {\displaystyle \operatorname {bal} S}).
Del mismo modo, se define que una envolutra de disco, o envolutra absolutamente convexa, de un conjunto {\displaystyle S} es el disco más pequeño (con respecto al inclusión de conjuntos) que contiene a {\displaystyle S.}  
La envoltura de disco de {\displaystyle S} se denotará por {\displaystyle \operatorname {disco} S} o {\displaystyle \operatorname {cobal} S} y es igual a cada uno de los siguientes conjuntos:
{\displaystyle \operatorname {co} (\operatorname {bal} S),} que es la envoltura convexa del envoltura equilibrada de {\displaystyle S}; así, {\displaystyle \operatorname {cobal} S=\operatorname {co} (\operatorname {bal} S).}
1. - En general, {\displaystyle \operatorname {cobal} S\neq \operatorname {bal} (\operatorname {co} S)} es posible, incluso en espacios vectoriales de dimensión finita.
2. la intersección de todos los discos que contienen {\displaystyle S.}
3. {\displaystyle \left\{\sum _{i=1}^{n}s_{i}x_{i}~:~n\in \mathbb {N} ,\,x_{i}\in S,\,\sum _{i=1}^{n}\left|s_{i}\right|\leq 1\right\}}, donde los {\displaystyle s_{i}} son elementos del cuerpo subyacente.

## Condiciones suficientes
La intersección de un número arbitrario de conjuntos absolutamente convexos es de nuevo absolutamente convexa; sin embargo, la unión de un número arbitrario de conjuntos absolutamente convexos no necesitan ser ya absolutamente convexos.
Si {\displaystyle D} es un disco en {\displaystyle X,} entonces {\displaystyle D} es absorbente en {\displaystyle X} si y sólo si {\displaystyle \operatorname {span} D=X.}{sfn|Narici|Beckenstein|2011|pp=67-113}}

## Propiedades
Si {\displaystyle S} es un disco absorbente en un espacio vectorial {\displaystyle X} entonces existe un disco absorbente {\displaystyle E} en {\displaystyle X} tal que {\displaystyle E+E\subseteq S.} .
Si {\displaystyle D} es un disco y {\displaystyle r} y {\displaystyle s} son escalares entonces {\displaystyle sD=|s|D} y {\displaystyle (rD)\cap (sD)=(\min _{}\|r|,|s|\})D.}
La envoltura absolutamente convexa de un conjunto acotado en un espacio vectorial topológico (EVT) localmente convexo es de nuevo acotada.
Si {\displaystyle D} es un disco acotado en un EVT {\displaystyle X} y si {\displaystyle x_{\bullet }=\left(x_{i}\right)_{i=1}^{\infty }} es una sucesión en {\displaystyle D,} entonces las sumas parciales {\displaystyle s_{\bullet }=\left(s_{n}\right)_{n=1}^{infty}} son sucesiones de Cauchy, donde para todo {\displaystyle n,} {\displaystyle s_{n}:=\sum _{i=1}^{n}2^{-i}x_{i}.}. En particular, si además {\displaystyle D} es un subconjunto secuencialmente completo de {\displaystyle X,} entonces esta serie {\displaystyle s_{\bullet }} converge en {\displaystyle X} a algún punto de {\displaystyle D.}
La envoltura convexa y equilibrada de {\displaystyle S} contiene tanto a la envoltura convexa de {\displaystyle S} como a la envoltura equilibrada de {\displaystyle S} Además, contiene la envoltura equilibrada de la envoltura convexa de {\displaystyle S;} así {\displaystyle \operatorname {bal} (\operatorname {co} S)~\subseteq ~\operatorname {cobal} S~=~\operatorname {co} (\operatorname {bal} S),}
donde el ejemplo siguiente muestra que esta inclusión puede ser estricta.
Sin embargo, para cualesquiera subconjuntos {\displaystyle S,T\subseteq X,} si {\displaystyle S\subseteq T} entonces {\displaystyle \operatorname {cobal} S\subseteq \operatorname {cobal} T}, lo que implica que {\displaystyle \operatorname {cobal} (\operatorname {co} S)=\operatorname {cobal} S=\operatorname {cobal} \operatorname {bal} S).}

### Ejemplos
Aunque {\displaystyle \operatorname {cobal} S=\operatorname {co} (\operatorname {bal} S),} la envoltura convexo equilibrado de {\displaystyle S} es ‘’no’’ necesariamente igual a la envoltura equilibrada de la envoltura convexa de {\displaystyle S.}{sfn|Trèves|2006|p=68}.
Para un ejemplo en el que {\displaystyle \operatorname {cobal} S\neq \operatorname {bal} (\operatorname {co} S)} sea {\displaystyle X} el espacio vectorial real {\displaystyle R^{2}} y sea {\displaystyle S:=\{(-1,1),(1,1)\}.}. Entonces {\displaystyle \operatorname {bal} (\operatorname {co} S)} es un subconjunto estricto de {\displaystyle \operatorname {cobal} S} que ni siquiera es convexo; en particular, este ejemplo también muestra que la envoltura equilibrado de un conjunto convexo es ‘’no’’ necesariamente convexo.
El conjunto {\displaystyle \operatorname {cobal} S} es igual al cuadrado cerrado y lleno en {\displaystyle X} con vértices {\displaystyle (-1,1),(1,1),(-1,-1),} y {\displaystyle (1,-1)} (esto es porque el conjunto equilibrado {\displaystyle \operatorname {cobal} S} debe contener tanto a {\displaystyle S} como a {\displaystyle S=\{(-1,-1),(1,-1)\},} donde ya que {\displaystyle \operatorname {cobal} S} también es convexo, debe contener en consecuencia el cuadrado sólido {\displaystyle \operatorname {co} ((-S)\cup S),} que para este ejemplo particular resulta ser también equilibrado de modo que {\displaystyle \operatorname {cobal} S=\operatorname {co} ((-S)\cup S)}). Sin embargo, {\displaystyle \operatorname {co} (S)} es igual al segmento de recta cerrada horizontal entre los dos puntos de {\displaystyle S} de modo que {\displaystyle \operatorname {bal} (\operatorname {co} S)} es, en cambio, un subconjunto cerrado con forma de "reloj de arena" que corta el eje {\displaystyle x} exactamente en el origen y es la unión de dos triángulo isósceles cerrados y llenos: uno cuyos vértices son el origen junto con {\displaystyle S} y el otro triángulo cuyos vértices son el origen junto con {\displaystyle -S=\{(-1,-1),(1,-1)\}.} Este "reloj de arena" relleno no convexo {\displaystyle \operatorname {bal} (\operatorname {co} S)} es un subconjunto propio del cuadrado relleno {\displaystyle \operatorname {cobal} S=\operatorname {co} (\operatorname {bal} S).}